# Luçije Gjini
Luçije Gjini (* 2. Mai 1994 in Durrës) ist eine albanische Fußballspielerin und -trainerin. Sie spielte in der Abwehr und im Mittelfeld.

## Karriere

### Jugend
Luçije wuchs in Sukth, einem Vorort von Durrës, auf, wo sie schon in jungen Jahren mit den Jungs aus der Nachbarschaft Fußball spielte. Fußballplätze gab es dort keine. Aufgrund ihrer Fußballbegeisterung besuchte sie eine Sportmittelschule in Durrës, wo sie vor allem Volleyball spielte. Als ihr Sportlehrer mit Unterstützung des albanischen Fußballverbands FSHF eine Frauenmannschaft gründete, war sie von Beginn an dabei. Dieses Team, Shkëndija Durrës, gibt es heute nicht mehr.

### Verein
Gjini fiel dank ihres Willens auf dem Platz auf und erregte das Interesse der Leitung des besten Frauen-Clubs im Land. So konnte sie 2013 mit 17 Jahren zu KS Ada nach Shkodra wechseln, wo aus der Stürmerin eine Abwehrspielerin wurde. Mit KS Ada gewann sie in der Saison 2012/13 die albanische Meisterschaft. Seit Februar 2013 spielte sie für KF Vllaznia Shkodra an, nachdem KS Ada im Traditionsclub aus der nahen Großstadt aufgegangen war. Vllaznia war in den folgenden zehn Jahren immer Gewinner der Meisterschaft, so dass Gjini auch wiederholt international in der UEFA Women’s Champions League antreten konnte.
Insgesamt holte Gjini elf Meistertitel.

### Nationalmannschaft
Gjini spielte von 2013 bis Juni 2024 für die albanische Frauen-Nationalmannschaft. Sie absolvierte 48 Länderspiele – so viele wie keine andere albanische Spielerin vor ihr – und erzielte vier Tore.

## Trainerin
Gjini machte begleitend zu ihrem Sportstudium an der Universität Shkodra das Trainerdiplom und leitete seit 2022 neben ihren Spielen in der ersten Frauenmannschaft von Vllaznia auch die U-17-Frauenmannschaft des Clubs, die sie vier Mal zur Meisterschaft führte.
Seit 2024 ist Gjini Trainerin der albanische Fußballnationalmannschaft der U-19-Frauen als Nachfolgerin von Kreshnik Krepi.